# 2007년 4월
| 2007년: 1월 · 2월 · 3월 · 4월 · 5월 · 6월 · 7월 · 8월 · 9월 · 10월 · 11월 · 12월 |

| <           | 2007년 4월 | 2007년 4월  | 2007년 4월 | 2007년 4월 | 2007년 4월 | >          |
| 일          | 월         | 화          | 수         | 목         | 금         | 토         |
| 1 2.14 을축 | 2 15 병인  | 3 16 정묘   | 4 17 무진  | 5 18 기사  | 6 19 경오  | 7 20 신미  |
| 8 21 임신   | 9 22 계유  | 10 23 갑술  | 11 24 을해 | 12 25 병자 | 13 26 정축 | 14 27 무인 |
| 15 28 기묘  | 16 29 경진 | 17 3.1 신사 | 18 2 임오  | 19 3 계미  | 20 4 갑신  | 21 5 을유  |
| 22 6 병술   | 23 7 정해  | 24 8 무자   | 25 9 기축  | 26 10 경인 | 27 11 신묘 | 28 12 임진 |
| 29 13 계사  | 30 14 갑오 |             |            |            |            |            |

| - 4월 23일 - 보리스 옐친 - 4월 26일 - 신현확 - 4월 27일 - 로스트로포비치 편집하기 |

## 2007년4월 30일
- 정운찬 전 서울대학교 총장이 2007년 대통령 선거에 출마하지 않겠다는 뜻을 밝혔다.

## 2007년4월 29일
- 미국의 한 쇼핑몰에서 총기 난사 사건이 일어나 3명이 사망했다.

## 2007년4월 27일
- 서울고등법원의 특별2부는 자유주의교육운동연합에서 대한민국의 교육인적자원부를 대상으로 낸 소송에서 교육인적자원부에 수능원점수와 교육과정평가원에서 시행하는 학업평가 자료를 공개할 것을 명령하였으나, 교육인적자원부는 즉각 상고할 것이라는 입장을 표명했다.
- 에스토니아 수도 탈린에서 옛 소비에트 연방군 병사를 새긴 동상을 이전하는 문제로 경찰과 시위대가 충돌하였다.

## 2007년4월 26일
- 제주관광산업고 우완 투수 김수완이 제41회 대통령배 고교야구대회, 효천고와의 경기에서 대한민국 고교야구 역사상 15년 만에 노히트 노런을 기록했다.

## 2007년4월 25일
- 3명의 대한민국 국회의원을 선출하는 2007년 재보궐 선거에서 한나라당, 민주당, 국민중심당에서 각각 1명씩 당선되었다.
- 미국이 일본에 차세대 전투기 F-22의 판매를 긍정적으로 검토하고 있음을 공식 확인했다고 로이터 통신이 보도했다.

## 2007년4월 24일
- 정치권 로비 논란과 관련하여, 대한의사협회 장동익 회장이 사퇴의사를 표명했다.
- 코스피200 지수가 생긴 지 17년 만에 200포인트를 넘었다.
- 2006/07 UEFA 챔피언스리그의 4강 1차전이 있었다. 맨체스터 유나이티드가 AC 밀란에 3:2로, 첼시가 리버풀을 1:0으로 이겼다. 한편 2차전은 5월 2일에 치러질 예정이다.

## 2007년4월 23일
- 광우병 발생으로 대한민국에 수입이 중단된 미국산 소고기가 3년 5개월 만에 수입이 재개되었다.
- 2007년 대한민국 대통령 선거를 240일 앞두고, 대통령 예비후보자 등록이 시작되었다.
- 보리스 옐친, 전 러시아 대통령이 사망했다.
- 프랑스 대통령 선거 1차 투표에서, 니콜라 사르코지와 세골렌 루아얄이 각각 1, 2위를 기록하여 결선에 진출하였다.

## 2007년4월 22일
- 평양에서 열린 제13차 남북경제협력추진위원회에서 5월 17일에 경의선 및 경원선의 열차시험운행을 실시하기로 양측이 합의하였다.

## 2007년4월 21일
- 한국고속철도의 누적 승객수가 1억명을 돌파하였다.

## 2007년4월 20일
- 루마니아 의회로부터 권력남용 혐의로 30일간 권한정지 처분을 받은 트라이안 바세스쿠 대통령은 종전의 입장을 번복하고 대통령직에서 사임하지 않겠다고 밝혔다.
- 미국항공우주국에서 총격 사건이 발생하여, 50대 남자가 직원 1명을 총으로 쏴 숨지게 한 후 자신도 목숨을 끊었다.

## 2007년4월 19일
- 루마니아 의회는 야당인 사회민주당이 발의한 트라이안 바세스쿠 대통령의 탄핵 결의안을 찬성 322, 반대 108로 통과시켰다.
- 노무현 대통령이 해양수산부, 문화관광부, 법제처, 국가보훈처 등 4개 부처의 신임 장관과 처장을 내정하여, 발표하였다.

## 2007년4월 18일
- 이라크에서 4개의 폭탄이 터지는 폭탄테러가 발생하여, 약 190명이 사망하였다.
- 중국 랴오닝성 톄링 시 칭허제철소에서 주물용기가 추락해 작업자 32명이 사망하고 2명이 부상을 입었다.

## 2007년4월 17일
- 인천광역시가 2014년 아시안 게임 개최지로 선정되었다.
- 일본 나가사키시에서 시장이 총격을 당해 사망하였다.

## 2007년4월 16일
- 서울중앙지법 형사합의 25부는 일심회가 국가보안법에 규정된 이적 단체가 아니라고 판결하였다.
- 미국 버지니아주에서 총기 난사 사건이 발생했다. 32명이 사망하고 29명이 총상을 입고 용의자 조승희(23)도 자살했다.

## 2007년4월 14일
- 노무현 대통령이 개헌을 18대 국회에서 개헌을 추진하겠다는 각 당의 합의를 수용하여 4년 연임제를 골자로 한 개헌안을 발의하지 않기로 했다.
- 튀르키예 중부에 있는 고속도로에서 초등학교 학생을 태운 버스가 트럭과 충돌해 32명이 숨지고 30여 명이 다쳤다.

## 2007년4월 13일
- 조선민주주의인민공화국의 외무성 대변인은 "2·13 합의"의 초기 조치 이행 시한(14일)을 하루 앞둔 시점에서 미국의 마카오 방코델타아시아(BDA) 문제 해법에 대해 "제재 해제 여부를 확인하고 행동에 나설 것"이라며 사실상 수용 의사를 밝혔다.

## 2007년4월 12일
- 13명을 연쇄 살인한 정남규에게 사형이 확정 선고되었다. 이로써 대한민국의 사형 집행 대기자는 64명이 됐다.
- 노무현 대통령은 국회에서 4년 연임제 개헌을 골자로 하는 개헌을 추진하겠다는 약속을 당론으로 책임있게 담보하지 않을 경우 당초대로 17일 개헌안을 국무회의에서 의결하고 18일 발의절차를 밟겠다고 밝혔다.

## 2007년4월 11일
- 한나라당과 열린우리당, 민주당, 민주노동당, 국민중심당 등 5개 정당과 통합신당모임 원내대표는 회담을 열고 개헌문제를 18대 국회 초반에 처리한다는 데 합의하고 노무현 대통령에게 임기 중 개헌발의를 유보해줄 것을 요청했다.

## 2007년4월 10일
- 원자바오 중화인민공화국 총리가 한중수교 10주년을 맞아 대한민국을 방문하였다.

## 2007년4월 9일
- 노무현 대통령이 국민연금법 개정안의 국회 부결에 대해 책임을 지고 사의를 표명한 유시민 보건복지부 장관의 사표를 유보했다.

## 2007년4월 8일
- 일본의 지방선거에서 이시하라 신타로 도쿄도지사가 3선에 성공했다.
- 빌 리처드슨 미국 뉴멕시코주지사는 북한을 방문했다.

## 2007년4월 5일
- 전남 고흥의 소록도 연도교 공사 현장에서 교량 상판이 붕괴하는 사고가 발생하여, 12명이 매몰되었고 5명이 숨지고 7명이 구조되었다.

## 2007년4월 4일
- 코스피 지수가 종가 기준으로, 사상 최고치인 1483.41포인트를 기록했다.

## 2007년4월 3일
- 민주당이 전당대회를 개최하여 박상천을 새로운 대표로 선출했다.

## 2007년4월 2일
- 한미 자유무역협정 협상이 타결되었다.
- 대한민국 국회에서 한덕수 국무총리 지명자에 대한 임명동의안이 가결되었다.
- 대한민국 정부가 제출한 국민연금법 개정안과 한나라당과 민주노동당이 공동으로 제출한 수정안이 모두 국회 본회의에서 부결되었다.

## 2007년4월 1일
- 맨체스터 유나이티드의 박지성이 시즌 5호골(1골 1도움)을 넣어 평점 7점을 받았다.
- 한미 자유무역협정(FTA) 협상장 인근에서 한 50대가 분신하여 중태에 빠졌다.
- 대한민국 전역에 최악의 황사가 발생하여 기상청은 전국에 황사경보를 발령했다.